# Galáxia Anã Irregular do Escultor
A Galáxia Anã Irregular do Escultor (no inglês SDIG) é uma pequena galáxia irregular na direção da constelação de Sculptor. A galáxia foi descoberta em 1976.

## Galáxias próximas e informação de seu Grupo
A Galáxia Anã Irregular do Escultor e a galáxia anã UGCA 442 são companhias da galáxia espiral NGC 7793. Todas estas galáxias são membros do Grupo do Escultor, um limite, um longo filamento de grupo de galáxias localizado próximo do Grupo Local.